# Album Top 40 slágerlista
Album Top 40 slágerlista (dawniej Top 40 album-, DVD- és válogatáslemez-lista i Top 40 album- és válogatáslemez-lista) – lista najlepiej sprzedających się albumów na Węgrzech, sporządzana przez Mahasz.
W 1990 roku Universitas Diákszövetkezet zaczęło co dwa tygodnie sporządzać listy najlepiej sprzedających się albumów z 50 sklepów (w tym 26 w Budapeszcie); pierwsze notowanie miało miejsce 29 października. Od 1994 roku ranking taki sporządzała firma Szonda Ipsos na podstawie sprzedaży w 120 sklepach (w tym 40 budapeszteńskich). Od maja 2000 roku lista obejmuje również kompilacje. Od września 2002 listy te prowadzi Mahasz, badając sprzedaż albumów w około 120 jednostkach. W 2012 roku na skutek zlikwidowania listy DVD Top 20 lista albumy DVD również są włączone w to zestawienie.